# Atoom
Een atoom (Oudgrieks: ἄτομος, a-tomos‚ on-deelbaar) is het uiterst kleine, kenmerkende deeltje van een chemisch element. Een atoom wordt gevormd door een kern, en een of meer omringende elektronen. Een atoomkern bestaat uit een of meer protonen, en nul of meer neutronen. 
Alle atomen van een gegeven element hebben hetzelfde atoomnummer: ze bevatten hetzelfde aantal protonen. Neutrale atomen hebben evenveel elektronen als protonen. Een ion is een geladen atoom dat een tekort, of juist een overschot aan elektronen heeft.
Atomen van eenzelfde element kunnen verschillen qua atoommassa, doordat het aantal neutronen in de atoomkern kan variëren. Dergelijke atomen zijn isotopen van elkaar. Atomen van verschillende elementen zijn onderling essentieel verschillend. De materiaaleigenschappen van stoffen en materialen, en hun gedrag in chemische reacties, worden bepaald door de eigenschappen en de onderlinge relaties van de atomen waaruit de materie is opgebouwd.
Natuurkundigen gaan uit van een atoommodel waarin atomen uit drie soorten kleinere, subatomaire deeltjes bestaan: protonen, neutronen, en elektronen. Deze deeltjes kunnen ook los voorkomen, buiten het atoom. Vrijwel alle scheikundige en natuurkundige eigenschappen van op aarde voorkomende materie zijn gekoppeld aan de eigenschappen van atomen. Het atoom is daarom een sleutelbegrip in beide wetenschappen. De fysische eigenschappen van afzonderlijke atomen, waarbij scheikundige stofeigenschappen buiten beschouwing worden gelaten, worden bestudeerd in de atoomfysica.
In bijvoorbeeld sterren, neutronensterren en zwarte gaten komt materie voor die niet uit atomen is opgebouwd. De studie van deze – vanuit aards perspectief bijzondere – vormen van materie vormt het terrein van de plasmafysica en de astrofysica.

## Componenten van het atoom

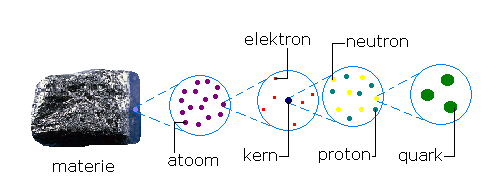
Opbouw van materie

Een atoom bestaat uit subatomaire deeltjes: een uiterst kleine, positief geladen atoomkern, die is opgebouwd uit protonen, positief geladen deeltjes, en neutronen (niet geladen), met daaromheen een wolk van elektronen, die negatief geladen zijn. De elektronenwolk blijft rondom de kern zitten dankzij de elektrische aantrekking tussen een positief geladen kern en negatief geladen elektronen. Een sterk vereenvoudigd model van een atoom is het planeetmodel van Hantaro Nagaoka.

De studie van de atoomkern is het terrein van de kernfysica. Het is mogelijk de bouwstenen van de kern te splijten in nog kleinere, subatomaire deeltjes. Dit is het terrein van de hoge-energiefysica.

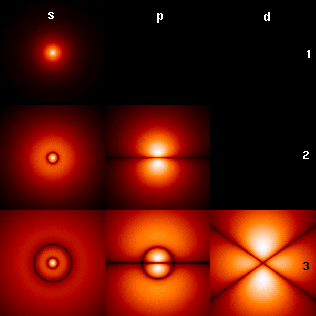
Elektronenwolk van waterstofatoom in verschillende energietoestanden. Lichtere kleur betekent grotere kans dat het elektron zich daar bevindt

### De elektronenwolk
De grootte van een atoom wordt bepaald door het volume van de elektronenwolk die zich als een bol rondom de atoomkern bevindt. De straal van een individueel atoom, de atoomstraal, wordt berekend in de grootte van 30 tot 300 pm. Sinds begin jaren 1980 is de technologie ver genoeg ontwikkeld om individuele atomen met behulp van atomic force microscopy (AFM) en scanning tunneling microscopy (STM) te kunnen visualiseren.
De elektronenwolk wordt het best beschreven als een golffunctie, een niet direct waarneembare grootheid die in de kwantummechanica wordt gebruikt. Deze grootheid is gerelateerd aan de kans een elektron binnen een eindig volume (bolvorm) aan te treffen. Deze kansverdelingen van elektronen worden vaak schillen genoemd. Een juistere naam voor de omgeving waarin het elektron zich op een gegeven tijdsstip kan bevinden is de orbitaal, omdat de elektronen met de hoogste energie zich over het algemeen verder van de kern, in de buitenste schil, zullen bevinden.
In de klassieke fysische chemie is de elektronenwolk theoretisch een schil om een bijna lege ruimte. Uitgaande van een elektronsnelheid van bijna de lichtsnelheid echter, betekent dat elk elektron minstens 1x1014 maal per seconde rond de kern van een atoom draait en daarmee dus een soort schil rond de kern vormt. Uitgaande van de door de lading van het elektron en de kern bepaalde globale doorsnede van de elektronorbit is er dus een lege ruimte met een doorsnede van bijna 40 miljoen maal die van de kern in elk atoom waaromheen de elektronenwolk beweegt. 
De elektronen in de buitenste schil bepalen voornamelijk de scheikundige eigenschappen van de atomen. Daarnaast worden ook sommige natuurkundige eigenschappen, bijvoorbeeld de geleiding van een stof, door de buitenelektronen bepaald. Andere natuurkundige eigenschappen hebben echter meer met de binnenelektronen te maken, zoals het opwekken van röntgenstraling.

### De kern

Vereenvoudigde voorstelling van een heliumatoom, met een atoomkern en twee elektronen

Een atoomkern is bijzonder klein: de diameter ligt tussen 1,6 en 15 femtometer, dat is ongeveer 40 miljoen keer zo klein als het hele atoom. De massa van de elektronenwolk is slechts ongeveer 1/4000 van de massa van het atoom, vrijwel de hele atoommassa bevindt zich dus in deze, ook relatief aan het toch al zeer kleine atoom, zeer kleine kern. Protonen en neutronen worden bij elkaar gehouden door de sterke kernkracht. Het aantal protonen bepaalt het atoomnummer en is gelijk aan het aantal elektronen van een ongeladen atoom. De negatieve lading van een elektron en de positieve lading van een proton zijn even groot en heffen elkaar op. Het atoomnummer (het aantal protonen) bepaalt de chemische eigenschappen van een atoom. Het aantal protonen en neutronen is bij de lagere atoomnummers ongeveer gelijk; bij elementen met een hoger atoomnummer is het aantal neutronen meestal hoger. Atomen met hetzelfde atoomnummer kunnen, door een verschillend aantal neutronen in de atoomkern, verschillen in massa. Deze verschillende natuurlijke varianten van een stof worden isotopen genoemd. Isotopen zijn onderling chemisch vrijwel identiek, maar hun fysische eigenschappen kunnen aanzienlijk verschillen. Een voorbeeld van een zeldzame isotoop van waterstof is deuterium, zware waterstof,  met in de kern naast het proton ook een neutron. Deuterium is naast gewone zuurstof het tweede element in zwaar water. Veruit de meest op aarde voorkomende isotoop van waterstof betreft echter protium (gewone waterstof): 99,985 %.

## Ionen
De elektromagnetische kracht houdt de elektronen rondom de kern. Bij een neutraal atoom is het aantal protonen gelijk aan het aantal elektronen. Een atoom met een ongelijk aantal protonen en elektronen – daardoor niet elektrisch neutraal – wordt ion genoemd. Atomen met een tekort aan elektronen zijn kationen; atomen met een overschot aan elektronen anionen.
Een los voorkomend ion is in principe instabiel: een kation zal, afhankelijk van zijn oxidatietoestand, proberen een of meer elektronen uit de omgeving aan te trekken, een anion zal, afhankelijk van zijn oxidatietoestand, een of meer elektronen proberen los te laten. Ionen met gelijke lading stoten elkaar af, met tegengestelde lading trekken zij elkaar aan. Men treft daarom altijd kationen en anionen aan bij elkaar in de buurt, zodat gemiddeld gesproken materie elektrisch neutraal (ongeladen) is, in overeenstemming met de wet van behoud van lading.
Ionen kunnen bij hoge temperaturen gevormd worden in een gas, dit is een plasma. Bij lagere temperaturen worden ionen ook in oplossingen aangetroffen. Opgeloste ionen van tegengestelde lading kunnen samen reageren tot een vaste stof en uit hun oplossing neerslaan. Een dergelijke uit ionen gevormde stof is een zout.

## Elementen
Atomen kunnen onderscheiden worden naar het aantal protonen in de kern. Dit aantal heet het atoomnummer. Een stof die bestaat uit atomen met hetzelfde atoomnummer, heet een element. Er zijn anno 2006 meer dan 118 verschillende elementen bekend, waarvan een aantal echter niet op aarde voorkomt. De elementen worden gerangschikt in het periodiek systeem.

## Isotopen
Het komt voor dat de atomen van een element niet allemaal hetzelfde aantal neutronen in de kern bezitten, dit zijn isotopen. Isotopen hebben (vrijwel) dezelfde chemische eigenschappen, maar andere fysische eigenschappen. Van vrijwel alle elementen is meer dan één isotoop bekend. Daarnaast is het mogelijk om met behulp van kernreacties nieuwe atomen te produceren, maar deze zijn vaak instabiel en ondergaan radioactief verval.

## Moleculen
Er zijn gassen die uit losse atomen bestaan; dit zijn voornamelijk de edelgassen, zoals argon en neon, maar ook bijvoorbeeld de damp van kwik. Meerdere atomen kunnen zich echter ook organiseren in moleculen, en veel gassen en dampen bestaan niet uit atomen maar uit moleculen. Waterstofgas bijvoorbeeld bestaat uit moleculen van twee waterstofatomen (H2).

## Geschiedenis
In het oude Griekenland speculeerden filosofen al over atomen (het atomisme). Een van de grootste vragen was, of materie eindeloos deelbaar was in kleinere deeltjes of niet. Bekende filosofen als Plato dachten van wel. Democritus was het daar duidelijk niet mee eens. Hij stelde dat atomen eigenschappen zoals grootte, vorm en massa hadden. Alle andere eigenschappen die aan materie werden toegeschreven, zoals kleur of smaak, zouden worden veroorzaakt door interacties tussen atomen. De naam atoom die door Democritus is bedacht, komt van het Griekse a-tomos, dat on-deelbaar betekent. Later zijn er nog vele atoomtheorieën opgesteld; deze waren niet alle even onomstreden.
In de negentiende eeuw werd ontdekt dat materie uit deeltjes bestaat. In die periode werd het atomisme in wetenschappelijke kringen opgenomen en onder de noemer atoomtheorie geschaard.
Spoedig bleek dat atomen tóch deelbaar zijn. Ze bevatten elektronen, die gemakkelijk verwijderd worden, en een kern, die in de kernfysica gescheiden kan worden in protonen en neutronen. Die kerndeeltjes gelden thans ook niet meer als elementair (zie quark).
Het idee van de grens aan de deelbaarheid is echter onaangetast gebleven en het valt te verdedigen dat wat nu kwanta genoemd worden de atomen van Democritus zijn.
Wat het begrip ondeelbaar betreft, moet wel bedacht worden dat in vroegere tijden de begrippenkaders anders waren en wetenschap en religie niet zo onderscheiden waren als heden. De term individu betekent ook niet deelbaar. Als een individu in stukken wordt gehakt, verliest deze de karakteristieke eigenheid van het individu.
In 1714 heeft Leibniz een soort atoomtheorie het licht doen zien: de monadologie. Een monade is vergelijkbaar met een atoom, maar de theorie gaat veel verder dan de huidige opvattingen van een stoffelijk/energetisch atoom. Een monade is de kern, de wezenseenheid van elke materiële eenheid, of het nu een atoom is of een mens of welke andere georganiseerde hiërarchische eenheid dan ook.

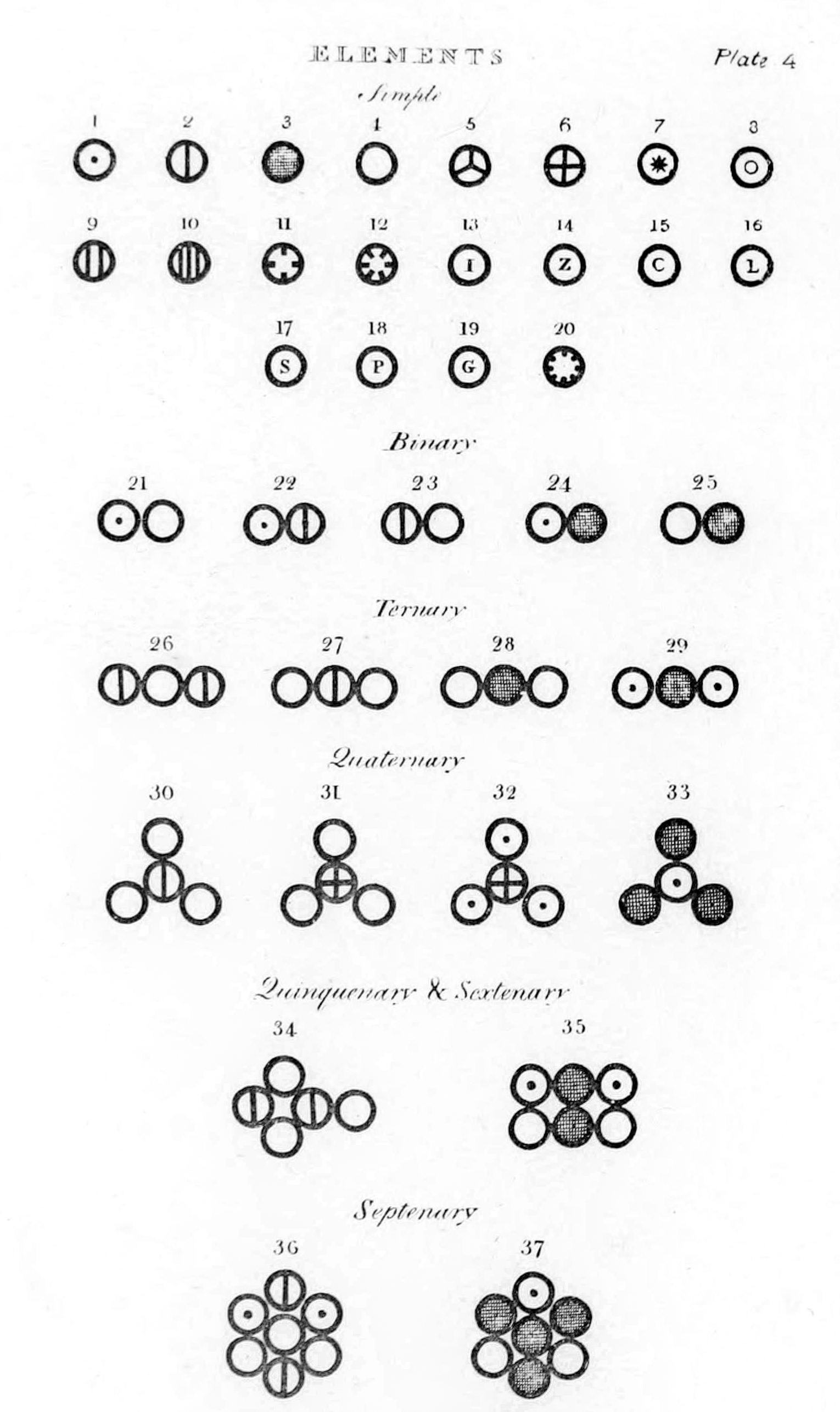
Systeem van John Dalton

In 1808 publiceerde de Engelse wetenschapper John Dalton een nieuwe theorie:
1. Elementen bestaan uit kleine deeltjes, atomen.
2. Elk element wordt gekarakteriseerd door de massa van het atoom; atomen van hetzelfde element hebben dezelfde massa en atomen van verschillende elementen hebben een verschillende massa.
3. Bij het ontstaan van nieuwe stoffen verandert alleen de manier waarop atomen met elkaar verbonden zijn; de atomen zelf veranderen niet.

Een belangrijke vraag waar Dalton geen antwoord op kon vinden, was waar atomen zelf uit bestaan. Aan het einde van de negentiende eeuw voerden verschillende wetenschappers experimenten uit met kathodestraalbuizen, en langzaam kwamen zij tot het besef dat er zich daarin negatief geladen subatomaire deeltjes bevonden. Joseph John Thomson was in 1897 een van de eersten die daarover publiceerden. Hij gaf de negatieve deeltjes de naam corpuscles. Later zouden zij bekend worden als elektronen. In 1906 kreeg Thomson een Nobelprijs voor zijn ontdekking.
Na de bekendwording van de elektronen bood zich een nieuw probleem aan: atomen waren neutraal en als elektronen negatief waren, zouden er zich in atomen ook nog positief geladen deeltjes moeten bevinden. In 1911 beschreef Ernest Rutherford hoe hij experimenten met goudfolie en α-deeltjes had uitgevoerd (zie: atoommodel van Rutherford) en hoe hij daaruit concludeerde dat een atoom bestond uit een kleine massieve positief geladen kern met daaromheen de negatief geladen elektronen. Latere experimenten, uitgevoerd door Rutherford en anderen, toonden aan dat de atoomkern twee verschillende deeltjes bevatte: positieve protonen en neutrale neutronen.
In 1914 stelde de Deense wetenschapper Niels Bohr dat de elektronen rondcirkelen om de atoomkern, en dat zij zich in bepaalde banen met eigen energieniveaus bevinden (zie atoommodel van Bohr). Omdat er met het model van Bohr nog steeds een aantal zaken niet verklaard konden worden, kwam Erwin Schrödinger in 1926 met een kwantummechanisch model waarin elektronen niet als deeltjes, maar als golfverschijnsel werden voorgesteld. Een jaar later kwam Werner Heisenberg met het onzekerheidsprincipe van Heisenberg, waarmee hij aangaf dat het inderdaad niet mogelijk was om van een elektron de precieze plaats binnen een atoom aan te geven.